# Wenzel Eusebius Lobkowitz
Wenzel Eusebius Lobkowitz herceg (magyarosan Lobkowitz Vencel Ferenc) (Raudnitz, 1609. január 30. – Raudnitz, 1677. április 22.) I. Lipót király minisztere.

## Életrajza
Zdenko herceg és Pernsteini Polyxena fia. Ifjúságában nagy utazásokat tett Németországban, Angliában, Olaszországban, Hollandiában.
Hazatérve katonai pályára lépett és a harmincéves háború folyamán, mint a császári hadsereg tagja, csakhamar nagy hírnévre tett szert:
- 1632-ben ezredes;
- 1637-ben a bécsi Udvari Haditanács (Hofkriegsrath) tagja
- 1639-ben jelentékeny részt vesz Prágának a svédek elleni védelmében
- 1640-ben táborszernagy;
- 1644-ben a haditanács másodelnöke;
- 1646-ban titkos tanácsos;
- 1647-ben tábornagy
- 1652-ben a haditanács elnöke s mint ilyen igen nagy befolyással volt a katonai és a törökországi diplomáciai ügyek vitelére.

III. Ferdinánd magyar király 1646-ban átengedte neki az előbb Albrecht von Wallenstein birtokában volt sagani hercegséget (Sziléziában), 1647-ben pedig megerősítette  birodalmi hercegi rangjában. 
1657-ben I. Lipót lépett trónra, aki eleinte némi idegenkedéssel viseltetett Lobkowitz iránt, de utóbb nagyon megkedvelte. Lobkowitz 1657–58-ban nagy tevékenységet fejtett ki I. Lipótnak német-római császárrá való választása érdekében, pénzzel, szóval és nagy befolyásának felhasználásával. A belpolitikában az egységes és katolikus, abszolutisztikus szellemben kormányzott, Ausztriáért rajongott. Ennélfogva ellenséges indulattal volt a magyar alkotmánnyal szemben is, amelyet a Wesselényi-féle összeesküvésnek kegyetlen elfojtása (1671) után Magyarország részéről eljátszottnak tekintett. Ezért teljesen jogosultnak vélte, hogy az ősi alkotmány erőszakos felforgatásával a korona abszolút jogát az osztrák örökös tartományok módjára érvényesítse hazánkban is. Ezen központosító elvek kifolyása volt Ampringen János Gáspár kormányzóságának életbeléptetése (1673). Sokat buzgólkodott a bomladozó államháztartás rendbehozatalában, de az áldatlan viszonyok közepette alig tudott sikereket felmutatni. 
Külpolitikája a franciák iránti barátság jellegét mutatta. Lobkowitz igen nagy tisztelője volt az erélyes és hatalmas tettekre törekvő XIV. Lajos francia királynak, akiben az abszolutizmus lángelméjű megtestesülőjét bámulta. Másfelől határozottan károsnak vallotta Ausztriának Spanyolországgal való összeköttetését és Franciaországgal való békés szövetkezést szeretett volna létesíteni, mely e két hatalmas államnak érdekközösségét és világuralmát biztosította volna. Ennélfogva sokáig visszatartotta Lipótot, nehogy – a többi hatalom szövetségéhez csatlakozva – véget vessen a XIV. Lajossal való békének. Lobkowitz ezen politikája, mely homlokegyenest ellenkezett a régi Habsburg hagyományokkal, nagy ellenszenvet keltett. Többen azzal vádolták, hogy látszólagos önzetlensége mögött a franciáktól való megvesztegettetése lappang. 1673-ban már maga is érezte, hogy állása bizonytalanná vált és elbocsáttatását kérte, melyet azonban nem kapott meg. 1674-ben ellenségeinek kezébe került több, XIV. Lajosra vonatkozó, némileg kompromittáló irata, melyek miatt azzal vádolták, hogy I. Lipót és Ausztria érdekeinek elárulásával Franciaország zsoldjába lépett. 1674. október 17-én királyi leirattal raudnitzi birtokára száműzték, ahol visszavonultan élte le napjait. Vagyonát nem kobozták el és megmaradt az Aranygyapjas rend lovagjának is.